# Имперо (линеен кораб, 1939)
Имперо (на италиански: Impero) е италиански линеен кораб от типа „Литорио“ от времето на Втората световна война. Кръстен е в памет на втората италиано-етиопска война, която завършва с победа за Италия и признаването на крал Виктор Емануил III за император на Етиопия. Това е четвъртият и последен линкор в тази серия, който така и не е достроен.

## История

### Предистория на строителството
До 1933 г. в Италия не се провеждат мерки за обновяването на корабите на Военноморските сили. Едва през 1933 г. два линкора от типа „Конте ди Кавур“ влизат за модернизация, а през същата година са заложени корабите „Литорио“ и „Виторио Венето“. През май 1935 г. Морското министерство на Италия започва да подготвя петилетна програма за строителство на кораби за флота, където влизат построяването на четири линкора, три самолетоносача, четири тежки крайцера, 54 подводни лодки и 40 малки кораба. През декември 1935 г. адмирал Доменико Каваняри се обръща с молба към Бенито Мусолини да даде разрешение за строителството на още два линкора, опасявайки се от възможното усилване на флотовете на Великобритания и Франция. Отначало Мусолини игнорира молбата на Каваняри, но все пак по-късно дава одобрението си за строителството на линкорите. През януари 1937 г. постъпва поръчката за строителството на корабите, които са наречени „Рома“ и „Имперо“.

### Дизайн
За разлика от „Литорио“ и „Виторио Венето“, „Имперо“ има по-голяма водоизместимост (примерно 610 т повече) и размери, а също и с подобрен корпус. Той се строи според програмата за строителство на нови кораби от 1938 г., утвърдена малко преди началото на войната. Причината за увеличаването на масата му е стремежът да се намалят максимално вибрациите, които възникват при ударите на вълните по борда на линкора (това като проблем е изяснено по време на ходовите изпитания на „Литорио“ и „Виторио Венето“). Екипажът на кораба се състои от 1920 души. Също така, теоретично, линкорът може да носи три разузнавателни самолета на борда си, което е описано в програмата за 1938 г.

### Строителство и последващо утилизиране
Строителството на кораба е поверено на компанията „Ансалдо“ в Генуа. Залагането на линкора е на 14 май 1938 г., спускането му на вода е на 15 ноември 1939 г. На 8 юни 1940 г. корабът по спешност е преведен в Бриндизи, тъй като французите започват да извършват авионападения над Генуа и да подлагат града на артилерийски обстрел. Първоначално е планирано превеждането на кораба в Триест, но там е изпратен „Рома“, а приемането едновременно на двата линкора в пристанището не е възможно. По време на няколкото авионападения линкорът като по чудо няма щети, обаче работите по него са спрени. Единственото, което е направено, е поставянето на двигателната установка и кулите, където трябва да се поставят оръдията.
Въоръжен с част от корабните и зенитните си оръдия, „Имперо“ отплава самостоятелно за Венеция на 22 януари 1942 г., а по-късно се връща в Триест. След капитулацията на Италия немците пленяват линкора и решават да го дадат за скрап, тъй като последващото продължаване на строителството му няма никакъв смисъл. Обаче съюзниците предотвратяват това: на 20 февруари 1945 г., когато немците провеждат учения (линкор става кораб-мишена), авиацията на съюзниците извършва нападение над Триест и пуска бомби по линкора, които сериозно го повреждат. След войната корабът е утилизиран за скрап, а официалното му изваждане от състава на ВМС на Италия става на 27 март 1947 г. Процесът по утилизация продължава от 1948 до 1950 г. във Венеция.
Както се оказва, корабът не е готов, към момента на пленяването му, даже наполовина: като цяло са изпълнени 28% от цялата работа. Двигателната установка е готова на 76%, корпусът на 88%. Според изчисленията са необходими като минимум година и половина за завършването на неговото строителство. Такива ключови елементи, като основното въоръжение, електрооборудването и капитанския мостик, така и не са поставени.

## Проект за самолетоносач
През 1941 г. е създаден свръхсекретен проект за преоборудването на още недостроения линкор „Имперо“ в самолетоносач, въоръжен със самолети-снаряди аналогични на Фау-1. Това трябва да е плаваща база със стартови позиции за самолети-снаряди, която да може да сменя своята позиция и да нанася удари по най-различни места, не само по Великобритания, но даже и по САЩ. Обаче съюзниците на италианците, немците, които произвеждат Фау-1, не бързат да предоставят технологията за производството на своето най-ново „оръжие на възмездието“. Въпреки това, както показват разсекретени документи, италианците, в лицето на известния инженер Секондо Кампини, създател на втория в света реактивен изтребител Caproni Campini N.1, който известно време работи в немската фирма Argus произвеждаща реактивните двигатели за летателните апарати, успява да получи чертежите на самолета-снаряд Фау-1. Но да изпълнят замисленото за италианците не е възможно. След капитулацията на Италия, през 1943 г., „Имперо“ попада в ръцете на немците.